# Le Singe et le Tigre
Le Singe et le Tigre (The Monkey and the Tiger) est le titre d'un recueil de deux courts romans de Robert van Gulik, qui mettent en scène le juge Ti.  L'ouvrage est paru en 1965.
Le recueil contient Le Matin du singe et La Nuit du Tigre.

## Commentaires
Par sa date de publication, le recueil Le Singe et le Tigre s'intercale entre les romans La Perle de l'Empereur et Le Motif du saule.  Toutefois, selon l'ordre chronologique des aventures du juge Ti, douze récits séparent Le Matin du singe de La Nuit du Tigre qui se déroulent respectivement en 667 et 670.  
Le lien entre les deux nouvelles vient d'une référence commune à l'astrologie chinoise et, plus précisément, aux signes du zodiaque du Singe et du Tigre.